# Hermann Behrends

Hermann Behrends

Hermann Johann Heinrich Behrends (* 11. Mai 1907 in Rüstringen; † 4. Dezember 1948 in Belgrad) war ein deutscher Jurist, SS-Gruppenführer und Generalleutnant der Polizei sowie Höherer SS- und Polizeiführer (HSSPF) in Serbien, Montenegro und dem Sandschak.

## Leben

### Jugend und Ausbildung
Behrends wurde als Sohn des Gastwirts Johann Behrends und seiner Ehefrau Annchen geboren und studierte nach seiner Schulzeit Rechtswissenschaften in Marburg, wo er im Februar 1931 sein erstes Staatsexamen bestand und am 17. Juli 1932 zum Dr. iur. promovierte.

### Karriere in der SS und im SD
Zum 1. Februar 1932 trat er in die NSDAP (Mitgliedsnummer 981.960) und die SS (SS-Nummer 35.815) ein.
Vom 20. April 1933 bis 13. Januar 1934 leitete er in Wilhelmshaven den SS-Sturm 3 IV/24 (3. Sturm / IV. Sturmbann / 24. SS-Standarte „Ostfriesland“ (Oldenburg)). 1933 legte er sein 2. juristisches Staatsexamen ab. Vom 17. März bis 31. Dezember 1933 war er Ratsherr in Rüstringen und leistete am Ort seinen juristischen Ausbildungsdienst ab. Am 20. April 1933 wurde er zum SS-Untersturmführer befördert. Offiziell trat Behrends am 1. Dezember 1933 in den Sicherheitsdienst der SS (SD) ein.
Als ihn Reinhard Heydrich für den SD nach Berlin anforderte, gab es vom SS-Oberabschnitt Nordwest zuerst Widerstände, da eine Versetzung „aus Mangel an geeigneten Führern augenblicklich nicht möglich“ sei und Behrends „als aktiver Führer der SS erhalten“ bleiben müsse. Als Heinrich Himmler daraufhin persönlich intervenierte, trat Behrends am 13. Januar 1934 in das SD-Hauptamt als erster Leiter ein und leitete die Zentralabteilung „Weltanschauliche Auswertung“ (II 1). In diesem Arbeitsbereich befanden sich die Abteilungen für „Weltanschauungen“, das heißt die der Freimaurer (II 111), des Judentums (II 112), für „konfessionell-politische Strömungen“ (II 113), für „politische Gegner“ – die „Linksbewegung“ (II 121), die „Mittelbewegung“ (II 122) und die „Rechtsbewegung“ (II 123) mit den jeweiligen Referatsgliederungen. Am 1. Februar 1934 erfolgte die Beförderung zum SS-Obersturmführer, am 20. April schon zum SS-Hauptsturmführer.
Am 14. April 1934 heiratete er Hertha Hörger (* 12. Februar 1909 in Rüstringen). Aus dieser Ehe gingen drei Söhne und eine Tochter hervor: Hinrich-Meent (* 1. März 1935), Heiko-Tjark (* 10. Juli 1936), Hermann-Gerd (* 1. Oktober 1937) und Hilke Anne (* 13. September 1942).
Im Zuge des „Röhm-Putsches“ spielte er eine entscheidende Rolle bei den Vorbereitungen: Nach Aussage von Franz von Papen erstellte Behrends sowohl die Listen der zu ermordenden SA-Leute als auch von Gegnern der nationalsozialistisch geführten Regierung. Weiterhin wurde Behrends damit beauftragt, innerhalb des speziell gebildeten Sonderdezernats II 1 S (im Geschäftsverteilungsplan wurde dieses Sonderdezernat aus Geheimhaltungsgründen nicht aufgeführt) die Vertuschungsarbeiten der Mordaktionen durchzuführen. Kurz vor dieser Aktion wurde er am 15. Juni 1934 zum SS-Sturmbannführer und wenige Tage nach der Aktion am 4. Juli zum Obersturmbannführer ernannt. Ein Jahr später, am 20. April 1935, erfolgte dann die Beförderung zum SS-Standartenführer.
Vom 28. September bis 21. November 1936 nahm er an mehreren Kursen zur Flugabwehr (Flak) an der Küsten-Artillerieschule in Wilhelmshaven teil. Am 24. Oktober 1936 wurde er zum Regierungsassessor im preußischen Geheimen Staatspolizeiamt (Gestapa) ernannt.
Im Jahr 1937 inszenierte Heydrich eine große Fälschungsaktion, die zur Folge hatte, dass Unterlagen aus der Zeit der Zusammenarbeit der Reichswehr mit der UdSSR den sowjetischen Marschall Michail Nikolajewitsch Tuchatschewski diskreditierten, so dass dieser als Verräter hingerichtet wurde. Behrends hatte an dieser Aktion mitgewirkt, wie er später preisgab.
Am 27. Januar 1937 wurde er Stabsleiter der Volksdeutschen Mittelstelle (VOMI); diese Position bekleidete er bis zum 15. April 1943. Ab Sommer 1937 leitete er zusätzlich den Bund Deutscher Osten. Die VOMI koordinierte die Aktivitäten der verschiedenen volksdeutschen Bewegungen in an Deutschland angrenzenden Ländern und Gebieten wie Polen, der Slowakei, Luxemburg und dem Elsass, organisierte Mord- und Terroraktionen, erstellte „Volkslisten“ und beaufsichtigte Ein- und Umwanderzentralen. Am 8. Februar 1940 erschien im SS-Organ Das Schwarze Korps der lobende Artikel „SS-Männer, darauf sind wir stolz“:

„Der (VOMI-) Einsatzstab Lodsch arbeitet mit sage und schreibe vier SS-Führern. Für seine 47 Lager stehen ihm 28 SS-Führer und Unterführer zur Verfügung. Ein einziges Beispiel: Das Lager Waldhorst, das täglich 6.000 – 8.000 Menschen beherbergt und betreut, wurde von einem SS-Führer und einem SS-Unterführer buchstäblich aus der Erde gestampft.“

Neben dieser Tätigkeit hatte er noch weitere Posten inne. So hatte ihn Hitler im März 1939 zum Mitglied des nationalsozialistischen Reichstags bestimmt. In der Reichssportführung besetzte er das Amt des Reichsfachamtsleiters für Fechten (1937–1940) und Schwimmen (1940–1945), und er fungierte als Geschäftsführender Vizepräsident des Volksbundes für das Deutschtum im Ausland. Am 20. April 1937 erfolgte die Beförderung zum SS-Oberführer und gleichzeitig zum SS-Untersturmführer der Reserve der Waffen-SS.

### Zweiter Weltkrieg
Vom 1. bis zum 15. Juni 1940 nahm Behrends als Reserveoffizier der Waffen-SS am Krieg gegen Frankreich in der I. Abteilung des SS-Artillerie-Regiments der SS-Verfügungsdivision teil. Am 1. Januar 1941 wurde er zum SS-Brigadeführer befördert. Weiterhin war er zeitweise Mitglied im Freundeskreis Reichsführer SS.
Am 1. April 1943 erfolgte die Ernennung zum SS-Obersturmführer der Reserve der Waffen-SS. Vom 15. April bis zum 5. Mai 1943 war er im Rahmen der Waffen-SS zur Kraftfahrtechnischen Lehranstalt in Wien kommandiert. Anschließend war er bis 18. Juni 1943 bei der 2. SS-Panzergrenadier-Division „Das Reich“, wo er vom 10. Mai bis 5. Juni einen Führerlehrgang an der Panzertruppenschule Wünstorf absolvierte.
Darauf wurde er bis zum 1. Oktober 1943 zur 10. SS-Panzergrenadier-Division „Karl der Große“ (später in „Frundsberg“ umbenannt) kommandiert. Vom 15. bis 30. September 1943 war er Stabsführer beim Reichskommissar für die Festigung deutschen Volkstums.
Vom 1. bis 13. Oktober diente er beim V. SS-Gebirgs-Korps. Darauf wurde er Abteilungsführer bei der 13. Waffen-Gebirgs-Division der SS „Handschar“ (kroatische Nr. 1) in Kroatien, wo er bis zum 9. November blieb, als er zum SS-Hauptsturmführer der Reserve (Waffen-SS) befördert wurde. Zum V. SS-Gebirgs-Korps kehrte er vom 9. November bis 12. Januar 1944 zurück, um dann wieder bis zum 15. März oder 15. April zur 13. Waffen-Gebirgs-Division der SS zurückzukehren, die jetzt den Namen „Handschar“ trug. Die Beförderung zum SS-Sturmbannführer der Reserve (Waffen-SS) erfolgte am 12. Januar 1944.
Am 15. März 1944 wurde er zum Generalmajor der Polizei befördert und zum HSSPF für Serbien, Montenegro und den Sandschak mit dem Hauptquartier in Belgrad ernannt. Meyszner war von diesem Posten abberufen worden, weil er hinsichtlich des Repressalienwesens, vor allem in der Frage von Geiselerschießungen, einen unnachgiebigen Standpunkt vertrat. Behrends erhielt von Heinrich Himmler die Weisung, sich mit dem Sonderbevollmächtigten des Auswärtigen Amtes für den Südosten Hermann Neubacher zu verständigen. Neubacher strebte eine Zusammenarbeit aller antikommunistischen Kräfte Jugoslawiens mit den deutschen Besatzern an und hatte die Geiselerschießungen erheblich reduzieren lassen. Am 1. August 1944 wurde Behrends zum SS-Gruppenführer und Generalleutnant der Polizei ernannt. Diese Funktion, in der er an zahlreichen Aktionen gegen den jugoslawischen Widerstand beteiligt war, übte er bis zum Oktober 1944 aus, um dann in die SS-Führerreserve zurückzukehren. Vom 30. Januar bis Mai 1945 war er Höherer SS- und Polizeiführer „Ostland und Russland-Nord“.

### Kriegsgefangenschaft, Prozess und Tod
Am 5. Juli 1945 stellte er sich den britischen Dienststellen in Flensburg und wurde im Island Farm Special Camp 11 (Bridgend, Südwales) mit der Nummer 560.294 interniert.
Am 16. April 1946 wurde er nach Jugoslawien ausgeliefert. Am 4. Dezember 1948 wurde er in Belgrad gehängt. Da seine Familie ein anderes Todesdatum veröffentlicht hatte, wurde dieses unzutreffende Datum oftmals angegeben. Das Amtsgericht Wilhelmshaven hatte ihn am 4. Dezember 1948 für tot erklärt, wobei der 22. Dezember 1947 4 Uhr als Todeszeitpunkt festgelegt worden war (Registernummer 8 II 175/48).

## Beförderungen
- 1. Februar 1932: SS-Mann
- 12. September 1932: SS-Scharführer
- 8. Oktober 1932: SS-Oberscharführer
- 20. April 1933: SS-Untersturmführer
- 1. Februar 1934: SS-Obersturmführer
- 20. April 1934: SS-Hauptsturmführer
- 4. Juli 1934: SS-Obersturmbannführer
- 20. April 1935: SS-Standartenführer
- 20. April 1937: SS-Oberführer
- 15. August 1942: Genehmigung zum Tragen des Dienstabzeichens eines Brigadeführers und Generalmajors der Polizei
- 15. März 1944: Generalmajor der Polizei
- 1. August 1944: SS-Gruppenführer und Generalleutnant der Polizei

## Schriften
- Die nützliche Geschäftsführung, Marburg 1932. (Dissertation)